# Symphonic Live (Kovács Kati-album)
A Symphonic Live a BFTK Nonprofit Kft. gondozásában megjelent koncert DVD, amely Kovács Kati énekesnő 2018. április 11-én, a Pesti Vigadóban tartott szimfonikus nagykoncertjének felvételeit tartalmazza.

## Felvételek
- Tíz év az úton
- Most kéne abbahagyni
- Az én hazám
- Találkozás egy régi szerelemmel
- Egy hamvas arcú kisgyerek
- Búcsú
- Hull a hó a kéklő hegyeken
- Úgy szeretném meghálálni
- A régi ház körül
- Éjszakáról éjszakára
- Indián nyár
- Én soha sem búcsúzom
- Add már, uram, az esőt!
- Mond gondolsz-e még arra?
- Mit remélsz?
- Menetjegy
- Johhny és Mary
- Apák és Anyák
- A festő és a fecskék
- Ave Maria
- Az én időm
- Szólj rám, ha hangosan énekelek
- Nálad lenni újra jó lenne
- Csak félemberek voltunk
- Csárdáskirálynő - Hajmási Péter
- Búcsúzni kell
- Ha legközelebb látlak
- Rock and Roller
- Wonderful World
- Azért vannak a jóbarátok